# Orta di Atella
Orta di Atella ist eine italienische Gemeinde (comune) mit 27.420 Einwohnern (Stand 31. Dezember 2024) in der Provinz Caserta in Kampanien. Die Gemeinde liegt etwa 15 Kilometer nördlich von Neapel und etwa 12 Kilometer südwestlich von Caserta. Die Gemeinde grenzt an die Metropolitanstadt Neapel.
In erster Linie werden Getreide und Tabak angebaut.

## Gemeindepartnerschaften
Orta di Atella unterhält eine Partnerschaft mit der spanischen Stadt Horta de Sant Joan in der Provinz Tarragona.

## Persönlichkeiten
- Massimo Stanzione (1586–1656), Bildhauer und Maler
- Andrea Mugione (1940–2020), römisch-katholischer Erzbischof, war Gemeindepfarrer in Orta di Atella